# Ahmed Chawki
Ahmed Chawki (en árabe: أحمد شوقي), es un cantante y compositor marroquí.
Se hizo famoso en 2013 tras su colaboración con el productor marroquí - sueco RedOne en el éxito internacional Habibi I Love You con la participación del rapero cubano - americano Pitbull. La canción ha tenido un gran éxito en las listas de verano en el Medio Oriente y alcanzó notoriedad en algunos países de Europa, incluidos Francia y los Países Bajos . En la Copa del Mundo de 2014, apareció en el tema musical de Magic System, Magic in the Air, un éxito en Francia y Bélgica . La pista Habibi I Love You fue producida por RedOne . Colabora con RedOne Records, sello discográfico internacional fundado por el famoso productor.

## Biografía
Chawki ha compuesto y cantado poesía desde la infancia. Estudió en la Escuela Nacional de Teatro y Canto de Tetuán y participó en numerosos eventos y ganó varios premios. Luego se matriculó en el Instituto de Bellas Artes de Tetuán, especializándose en canto clásico y occidental, mientras estudiaba teoría musical.
En 2000, Chawki ganó el primer premio en el Festival de Música Árabe, organizado por la Maison du Littoral en Tetuán. Más tarde formó su propia banda musical La Paloma junto con otros jóvenes músicos, creando una fusión de sonidos basada en la música árabe, marroquí y flamenca . Ha participado durante años en numerosos festivales nacionales e internacionales, con gran éxito y cobertura mediática. Como resultado, se convirtió en un invitado habitual en programas de televisión y canales de radio, como 2M para el programa Nasima y Chanel One . Entre sus éxitos se encuentran Ya Lmima, La Paloma y Sinine, este último en colaboración con la banda española Librejano .
2009 y 2010 vieron el lanzamiento de nuevos éxitos de Chawki como Inta Lya, Ya Nassini, Ghaly y La Paloma con un éxito moderado, a pesar de la falta de apoyo de las compañías discográficas.
Chawki llamó la atención de RedOne durante la producción de la opereta colectiva panárabe Bukra (en árabe بكرة significa "mañana") en colaboración con Quincy Jones . Finalmente, Chawki se incluyó junto con un gran número de artistas árabes en el proyecto. Ahmed Chawki logró el éxito en 2012 gracias a la colaboración con RedOne. En ese momento, RedOne había producido el último álbum de Khaled, C'est la vie y la pista homónima C'est la vie, allanando el camino para nuevas colaboraciones con Oriente Medio, incluido Ahmed Chawki con Habibi I Love You, una canción multilingüe con Elementos árabes y sonidos de la música occidental.
La versión principal de Ahmed Chawki de Habibi I Love You protagonizada por Pitbull fue un gran éxito durante el verano de 2013, con una presentación en vivo durante las ceremonias de clausura del Festival Mawazine 2013 en Rabat y encabezando las listas de éxitos en el Líbano . Egipto y la zona del Golfo Pérsico en el verano de 2013.
La canción tuvo un éxito notable en Francia en las listas SNEP, la lista oficial de sencillos franceses, con la adición del texto en francés (Mon Amour I Love you) con la voz de la cantante franco-argelina Kenza Farah. La versión trilingüe en francés se lanzó con una actuación en directo en Marsella durante la Fête de la Musique el 21 de junio de 2013. Se hizo famosa en España y en todos los mercados hispanos con letras en español adicionales protagonizadas por Ahmed Chawki y la cantante Sophia. Del Carmen y de Pitbull. La canción fue un éxito de verano en los Países Bajos a través de una versión holandesa que incluía al cantante holandés Do van Hulst. La versión holandesa, en realidad una versión multilingüe en holandés, español, inglés y árabe, fue editada por Chawki con Pitbull & Do. Fue cantado por Chawki y Do en RTL Late Night. La canción también se vendió bastante bien en los mercados escandinavos gracias a la participación de RedOne, que había comenzado su carrera en Suecia. La canción de Chawki también fue grabada en rumano por Nek si Blondu de la Timisoara. Ahmed Chawki ha lanzado una versión oficial en rumano con Mandinka con la adición del texto en rumano. Chawki canta sus partes en árabe y español.
Chawki lanzó su segundo sencillo Ana Bahwak también producido por RedOne

## Más éxitos
En la Copa del Mundo de 2014, Chawki apareció en el tema musical de Magic System Magic in the Air . La canción tuvo éxito en Francia y Bélgica y en muchas otras listas europeas. Como en el caso de Habibi I Love You, la pista fue producida por RedOne.
Al mismo tiempo, lanzó el sencillo Time of Our Lives, también producido por RedOne y lanzado por RedOne Records. También se han lanzado versiones en francés y árabe. Esa es la canción oficial de la Copa Confederaciones 2013.